# Rhodoleia stenopetala
Rhodoleia stenopetala är en trollhasselart som beskrevs av Hung T. Chang. Rhodoleia stenopetala ingår i släktet Rhodoleia och familjen trollhasselfamiljen. Inga underarter finns listade i Catalogue of Life.